# Agente Secreto X-9
Secret Agent X-9 é um personagem de histórias em quadrinhos criado por Dashiell Hammett (autor de The Maltese Falcon) e o desenhista Alex Raymond (famoso autor de Flash Gordon). Surgido como tira de jornal em 22 de janeiro 1934, que foi distribuída pela King Features e permaneceu publicada até 10 de fevereiro de 1996. No Brasil o material foi publicado pela Ebal e pela RGE nos anos 40/50, e nos anos 70 pela Editora Saber, a última publicação foi álbum publicado pela Devir Livraria em 2011.
X-9 era um agente sem nome que trabalhava para uma agência igualmente sem denominação. Nos anos 40 ele passou a ser chamado de "Phil Corrigan" e as tiras foram renomeadas para Secret Agent Corrigan. A agência passou a ser o FBI durante um período em que esse órgão gozou de popularidade.
Nas aventuras X-9 era uma combinação de agente secreto e detetive particular. 

## Histórico
Depois de quatro arcos de histórias por Hammett, Alex Raymond ilustrou duas histórias escritas escritas por Don Moore e uma escrita por Leslie Charteris (criador da série literária O Santo). Charteris continuou a escrever mais três histórias, ilustradas por Charles Flanders. Depois de Charteris deixou a tira em 1936, os roteiros foram creditados a  "Robert Storm", cuja verdadeira é desconhecida. Nicholas Afonsky desenhou a tira durante todo o ano de 1938, seguido por Austin Briggs até 1940. Mel Graff assumiu a arte em 1940 e começou a escrever a tira bem em 1942. Graff foi responsável por dar um nome civil a X-9, Phil Corrigan. Graff achou que não fazia sentido um agente secreto conhecido pelo seu codinome. O nome Phil Corrigan foi inspirado por Phil Cardigan, um personagem de uma outra tira onde Graff trabalhou, The Adventures of Patsy. Graff também deu uma vida mais pessoal a X9, criando dois interesses românticos, Linda e Wilda. Ambos os personagens inspirou canções populares: "Linda" escrita por Jack Lawrence e "Wilda" escrito pelo próprio Graff. Wilda tornou-se a esposa de Phil Corrigan.
Graff foi  substituido por Bob Lubbers, que usava o pseudônimo "Bob Lewis", Lubbers desenhou a de 1960 a 1966. De 1967 a 1980, a tira foi escrita por Archie Goodwin e desenhada por Al Williamson, ambos também trabalharam juntos na tira baseada na franquia Star Wars. O último artista da tira foi George Evans, que escreveu e desenhou de 1980 a 1996, quando se aposentou.
Entre 2000 e 2001, o X-9 apareceu como convidado especial na prancha dominical de Flash Gordon.

## Revistas em quadrinhos
A única história exclusiva para história de original com X-9 produzida nos Estados Unidos foi um arco de história na revista Flash Gordon editada pela própria King Features. O arco teve cinco partes publicados em Flash Gordon # 4-8 (1967). A primeira parte ("The Key to Power") foi escrita por Archie Goodwin e desenhada por A Williamson, as demais não foram creditadas.
Agente Secreto X-9 teve uma longa história em quadrinhos europeus. Mais notavelmente na série Agent X9  da Escandinávia. A revista começou em 1969 sob o título X9 na Suécia. Assim como outras publicações europeias, a revista era uma antologia que publicava outros títulos. Na primeira edição, X-9 foi acompanhado por Jim das Selvas e O Fantasma. No início da década de 1970, a série principal era Modesty Blaise, algo que se mantém até os dias atuais; apesar do nome Agent X9, a tira o Agente Secreto X-9 não aparecer em todas as edições. Uma lenda envolvendo o título diz que a revista Agent X9 surgiu da fusão com a revista Agent, onde Modesty Blaise foi publicada antes, contudo, Agent foi cancelado em 1969 e a mudança de nome aconteceu em 1971 (A equipe editoral nega isso em uma edição publicada em 1984).
A revista Agent X9 foi publicada por um longo período na Suécia, Noruega, Dinamarca e Finlândia, atualmente, apenas as edições suecas e norueguesas ainda existem.

Durante os anos 1980, os editores da revista Agent X9 pediram mais histórias para a King Features  (apesar do fato de que a série não era mais publicada em todas as edições). A King Features, começou a fornecer histórias exclusivas para a revista, essas revistas nunca foram publicados em outros lugares. Embora essas histórias foram feitos para revistas em quadrinhos, eles foram produzidos no formato de tira diária regular. Talvez assim elas poderiam ser republicadas nos jornais também, mas isso nunca aconteceu. As seguintes histórias produzidas para a revista Agent X9 foram:
- 2 histórias por Joe Gill (roteiros) e Jack Sparling (desenhos): (1983)
- 30 histórias por M. Gill (roteiros) e Miguel A. Repetto (desenhos): (1985–1995)
- 16 histórias Dean Davis (roteiros) e  John Dixon (desenhos): (1997–2003)
- 2 histórias por Mike W. Barr (roteiros) e Mike Manley (desenhos): (2007–2009)

Ao contrário das histórias anteriores, as histórias Barr & Manley não usara o formato de tira diária.

## Reimpressões (Estados Unidos)
Em 1976, Nostalgia Press publicou uma edição encadernada das primeiras tiras de Hammett e Raymond, com uma introdução de Bill Blackbeard. Em 1983, International Polygonics, LTD. (IPL) publicou edição encadernada (ISBN 0-930330-05-6) das tiras originais de Dashiell Hammett e Alex Raymond   e uma história adicional roteirizada por Leslie Charteris (Criador do Santo) e um prefácio de William F. Nolan , autor de Hammett: A Life on the Edge. Em 1990, Kitchen Sink Press publicou uma única edição das tiras de Hammett e Raymond (ISBN 0-87816-077-9). A revista Comics Revue republicou muitas das tiras George Evans, e também muitas das tiras Goodwin / Williamson. De 2010 a 2013, a IDW Publishing publicou as tiras completas de Archie Goodwin e Al Williamson  em seis volumes, em sua série "Library of American Comics". Em 2015, a IDW planeja publicar um volume com as tiras de Hammett / Raymond.

## Adaptações
O Agente Secreto X-9 teve dois seriados produzidos pela Universal Pictures, um em 1937 e outro em 1945, ambos sob o título "Secret Agent X-9".
No primeiro seriado do Agente X-9, estrelado por Scott Kolk, o personagem se chamou Agente Dexter (e não Phil Corrigan), conforme apareceu numa frase de uma tira de Janeiro de 1934 (ele dizia "Call me Dexter. It's not my name but it'll do." ou, em tradução livre, "Chame-me de Dexter. Não é o meu nome mas por enquanto serve"). O segundo seriado era estrelado por Lloyd Bridges, e o agente recebia o nome Phil Corrigan.
O personagem teve um programa de rádio na BBC 7, com quatro capítulos.